# Král tančí
Král tančí (franc. Le Roi danse, angl. The King is Dancing) je francouzsko-belgický historický film, jehož scénář byl sepsán podle biografie Jeana Baptiste Lullyho od francouzského spisovatele Philippa Beaussanta (Lully ou le musicien du soleil, česky: Lully, hudebník Slunce) z roku 1992. Děj filmu se zabývá vztahy mezi Ludvíkem XIV., Molièrem a Lullym.

## Děj
Děj sestává z mnoha scén (dodržující posloupnost historických událostí), které začínají uvedením Te Dea (což je "poslední" scéna, na základě které však Lully vzpomíná), při kterém si Lully probodne nohu. V okamžiku, kdy leží na operačním stole před tím, než mu lékaři amputují nohu, vzpomíná na život po boku krále. Tím začíná celý děj, konkrétně scénou, při které Lully skládá hudbu k Baletu Noci.

### Balet Noci
Lully pro krále Ludvíka XIV. skládá Ballet de la Nuit (Balet Noci), dvanáctihodinové představení (premiéra 23. února 1653 v Louvru) , jehož text sepsal básník Isaac de Benserade. Ludvík v představení vystupuje jakožto Slunce (Lully sám účinkoval v Baletu Noci, ale ve filmu tyto scény nejsou). V představení účinkuje také Armand de Bourbon de Conti, kterého v rámci ponižující role (musí se klanět Slunci, tedy Ludvíkovi) před plným hledištěm Ludvík zesměšňuje (oficiálně ho bere na milost za jeho spoluúčast ve frondě).

### Ludvík přebírá vládu
Po smrti kardinála Mazarina se Ludvík ujímá vlády, vyloučí matku z Královské rady spolu s princem de Conti, a vytváří si neochvějnou pozici absolutoristického vládce. Následuje scéna, kdy Ludvík tančí balet na Idylle Sur La Paix (Air pour Madame la Dauphine) od Lullyho. Znamená to pokračování spolupráce Lullyho a krále. Král miluje balet a zakládá také Akademii baletu.

### Versailles
Král se spolu s dvorem vydává na obhlídku místa, kde chce nechat vystavět své budoucí hlavní sídlo - zámek ve Versailles. Seznamuje dohromady Molièra s Lullym. Tvrdí, že mohou spolupracovat. Molière, ať sepisuje text a Lully ho má zhudebnit.
Král poté dál obchází terén, který je plný bažin a močálů. Do jednoho z nich zapadne a onemocní. Léčí se, ale nic nepomáhá, matka Anna Rakouská na něj naléhá, aby přenechal de Contimu vládu. Ludvík odmítá a dál se nechává léčit (lékaři mu pouští žilou, apod.).
Lully, spolu s malým orchestrem hrají v králově předpokoji, který je nechá vpustit dovnitř. Jeho stav se zlepšuje. Lullyho žena mezitím doma rodí, ale jeho to vůbec nezajímá. Jeho prioritou je pouze král.

### Molière a Lully
Začíná spolupráce Molièra a Lullyho, kterou si oblíbí široká veřejnost. Ludvíkova matka spolu s de Contim a klérem jsou velice proti jejich tvorbě, zvláště pak, když uvedou Tartuffa. Královna matka prohlásí, že je Ludvík bezbožník a vyvolává skandály. Král nakonec Tartuffa zakáže, na nátlak matky a kléru.
Vychází najevo, že Lully udržuje milostný poměr s Brunetem, což je jedno z pážat u dvora. Najatí lidé na ně zaútočí v nevěstinci, a páže zabijí. Při zkoušce baletu král Lullyho napomíná s tím, že nechce nic slyšet o tom, co se v noci dělo, ale ať se to již neopakuje.
Mezitím umírá po operaci královna matka, poté se koná její pohřeb. Objevují se první roztržky mezi Lullym a Molièrem.

### Měšťák šlechticem
Na Ludvíkovu objednávku vzniká nová komedie, která má zesměšnit tureckého vyslance, který se u dvora krále Slunce choval neuctivě. Lully s Molièrem tak představují Měšťáka šlechticem, konkrétně právě slavnou tureckou scénu. Po představení, které se králi i obecenstvu líbí dojde k jejich definitivnímu ukončení přátelství.
Lully se uzavírá před rodinou a přáteli, propadá alkoholu a upíná se pouze na krále. Vymáhá si nová a nová privilegia, např. monopol na uvádění představení.

### Les Amants magnifiques
Král při tanci v roli Apolóna ze hry Skvělí milenci (Les Amants Magnifiques) špatně dopadne při piruetě a vidí, že již není schopen tančit, jako dříve. Molière dostává tuberkulózu, která se mu postupně zhoršuje, což ho přivádí na okraj králova zájmu, který chce kolem sebe mít pouze úspěšné lidi.
Mezitím Molière uvádí Zdravého nemocného, po představení umírá. Lully si vyhlédl Julii (svou neteř) jako "mladou krev" pro svá další díla, která zrovna pracovala pro Roberta Camberta, když zpívala v jeho opeře Pomona (ve filmu árie: Passons nos jours dans ces vergers a Que voyez-vous, mes yeux?), což znamená konkurenci pro Lullyho.

### Závěr
Lully představuje králi operu Isis (ve filmu je z ní zpíváno při představení Publions en tous lieux a C'est lui dont les Dieux ont fait choix) a v následující scéně operu Amadis (z ní je zpíváno Esprits empressés à nous plaire). Při Amadovi král ztrácí zájem. I Lully se totiž dostal na okraj společnosti.
Následuje scéna, při které Lully leží s amputovanou nohou doma. Přichází ho navštívit neteř Julie spolu s manželkou Madeleine. Lully umírá, mezitím král ve Versailles suše prohlásí: „jak to, že dnes nehraje hudba“, což značí absolutní lhostejnost o to, co se děje s Lullym (na představení Te Dea již nepřišel, ač bylo určeno pro něj - "Te Deum pro krále").
Král odchází Zrcadlovým sálem a film končí.

## Obsazení
| Benoît Magimel     | Ludvík XIV.                 |
| Boris Terral       | Jean-Baptiste Lully         |
| Tchéky Karyo       | Molière                     |
| Cécile Bois        | Madeleine, manželka Lullyho |
| Colette Emmanuelle | Anne Rakouská               |
| Johan Leysen       | Robert Cambert              |
| Claire Keim        | Julie                       |
| Idwig Stéphane     | le Prince de Conti          |
| Caroline Veyt      | Armande Béjart              |
| Ingrid Rouif       | Madame de Montespan         |